# Алакольський сільський округ (Єгіндикольський район)
Алако́льський сільський округ (каз. Алакөл ауылдық округі, рос. Алакольский сельский округ) — адміністративна одиниця у складі Єгіндикольського району Акмолинської області Казахстану. Адміністративний центр — село Полтавське.
Населення — 439 осіб (2021; 620 у 2009, 787 у 1999, 1046 у 1989).
Станом на 1989 рік існувала Полтавська сільська рада (села Коркем, Полтавське).

## Склад
До складу адміністрації входять такі населені пункти:
| Населений пункт  | Колишні назви | Населення, осіб (1989) | Населення, осіб (1999) | Населення, осіб (2009) | Населення, осіб (2021) |
| ---------------- | ------------- | ---------------------- | ---------------------- | ---------------------- | ---------------------- |
| Коркем, село     | -             | 304                    | 278                    | 204                    | 123                    |
| Полтавське, село | -             | 742                    | 509                    | 416                    | 316                    |